# Study Nurse
Als Study Nurse oder Studienassistent wird ein Beruf bezeichnet, der klinische Studien in Prüfzentren der Krankenhäuser, Arztpraxen oder der Pharmazeutischen Industrie mitbetreut. Die Study Nurse ist mitverantwortlich für die prüfplangerechte Durchführung der Studie.

## Beschreibung
Die Study Nurse ist die Schnittstelle zwischen Patienten, Prüfärzten, Monitoren der CROs und der Pharmazeutischen Industrie sowie der Universitätskliniken oder Studiengruppen als Auftraggeber (Sponsor) der Studie. Die Tätigkeit der Study Nurse erfolgt auf der Grundlage der Guten Klinischen Praxis (GCP, Good Clinical Practice) sowie dem deutschen Arzneimittelgesetz (AMG). Obwohl die Berufsbezeichnung der Study Nurse in keinem dieser Schriftstücke erwähnt wird, hat sich der Begriff „Study Nurse“ bei den direkt an Studien Beteiligten durchgesetzt.
Study Nurse ist keine geschützte Berufsbezeichnung, es gibt für die Weiterbildung keine einheitliche Regelung. Eine medizinische Grundausbildung wie z. B. Medizinischer Fachangestellter (bis 2006 Arzthelfer) oder Krankenpfleger sowie regelmäßige Weiterbildungen sind hilfreich, Englisch- und EDV-Kenntnisse werden benötigt. Die Berufsbilder Medizinischer Dokumentar und Medizinischer Dokumentationsassistent erfüllen diese Kriterien, in der Ausbildung wird auch die Planung und Durchführung von klinischen Studien vermittelt. Zur Vorstellung neuer Studienprotokolle ist die Teilnahme an nationalen und internationalen Studientreffen erforderlich.
Verschiedene Organisationen bieten Fortbildungen zur Study Nurse an, z. B. der im Mai 1999 gegründete Arbeitskreis Study Nurse mit Mitgliedern der pharmazeutischen Industrie, CROs, Krankenhäusern und Universitäten unter der Schirmherrschaft der Arbeitsgemeinschaft für angewandte Humanpharmakologie (AGAH), der Weiterbildungskurse für Study Nurses erarbeitet und durchführt. Voraussetzung für die Teilnahme an den AGAH-zertifizierten Kursen ist eine abgeschlossene Ausbildung als Krankenpfleger, MTA oder eine vergleichbare medizinische Ausbildungen, die Gesamtdauer beträgt ungefähr sechs Monate oder das KKS-Netzwerk (Koordinierungszentrum für Klinische Studien), dessen Weiterbildung zur Studienassistenz 120 Stunden Vor-Ort-Kurse und ein zweiwöchentliches Praktikum in einer externen studiendurchführenden Abteilung vorsieht.

## Tätigkeiten
Da das Berufsbild der Study Nurse nicht eindeutig festgelegt ist, kann je nach Arbeitgeber und Aufgabenbereich das Tätigkeitsfeld sehr unterschiedlich sein.

### Tätigkeiten vor Studienbeginn
Die Vertragsangelegenheiten zwischen dem Sponsor und dem Prüfzentrum (Krankenhaus/Praxis) werden bearbeitet. Alle für die Einreichung bei den zuständigen Behörden und Institutionen benötigten Formulare wie z. B. Beschreibung des Prüfzentrums, Lebensläufe aller beteiligten Personen im Prüfzentrum, Vertraulichkeitserklärung werden gesammelt. Die zuständigen Bundesoberbehörden sind das BfArM und das Paul-Ehrlich-Institut, die zuständige Institution die jeweils federführende Ethikkommission. Es werden Standardvorgehensweisen erstellt, damit die Studiendurchführung für alle beteiligten Personen im Prüfzentrum transparent und einheitlich erfolgt.

### Tätigkeiten während der Studiendurchführung
Durch Abgleich der vom Sponsor im Protokoll (Prüfplan) festgelegten Ein- und Ausschlusskriterien werden zusammen mit dem Prüfarzt Patienten für die Studie ausgewählt. Die Study Nurse kontrolliert, ob die im Prüfplan vorgeschriebenen Untersuchungen termingerecht durchgeführt werden und sorgt für das Terminmanagement. Die erhobenen Daten werden manuell oder elektronisch in dem vom Sponsor vorgegebenen Case Report Form (CRF) dokumentiert, die Studien- und Prüfarztordner verwaltet. Ein Klinischer Monitor besucht in regelmäßigen Abständen das Prüfzentrum. Diese Besuche (Monitoring Visits) werden vorbereitet und begleitet, d. h. die erhobenen und anonymisierten Daten werden zur Prüfung vorgelegt. Nach Weiterleitung der monitorierten Daten an das Datenmanagement werden Unklarheiten per Query (Rückfrage) an das Prüfzentrum zurückgeleitet. Diese offenen Fragen werden durch die Study Nurse und den Prüfarzt bearbeitet. Die ordnungsgemäße Lagerung und Ausgabe der Prüfmedikation wird sichergestellt. Die Study Nurse ist Ansprechpartnerin für Fragen der Patienten.
Ein wichtiger Aspekt ist das fristgerechte Melden eines schwerwiegenden unerwünschten Ereignisses (SUE). Ein SUE ist jedes Ereignis, das zum Tod eines Patienten, zu einer dauerhaften Beeinträchtigung oder zur Hospitalisierung bzw. zur Verlängerung eines stationären Aufenthaltes führt. Diese Ereignisse müssen innerhalb von 24 Stunden nach Bekanntwerden an die CRO bzw. den Sponsor gemeldet werden. Das Vorbereiten und Begleiten von Inspektionen durch die Behörden bzw. von Audits durch den Sponsor gehört ebenfalls zu den Tätigkeiten einer Study Nurse.

### Tätigkeiten nach Beendigung der Studie
Nach Studienende werden alle Studienunterlagen für 25 Jahre archiviert.